# Фианит
Фиани́тът (наричан още кубичен цирконий) е скъпоценен камък, произведен в лабораторни условия чрез кристализация.
Представлява диоксид на циркония с кубична кристална решетка, съкратено кубичен цирконий (от руски: кубический цирконий; от английски: cubic zirconia, CZ), стабилизиран с добавки на оксиди на манган, калций и итрий. За оцветяване на безцветния диоксид на циркония в различни цветове се добавят преходни и редкоземни елементи. Тъй като кристалната му структура силно наподобява тази на диаманта, той е широко използван като негов синтетичен заместител. Свойствата му също се доближават до тези на диаманта: голяма твърдост (7,5 – 8,56 по скалата на Моос) и голяма специфична плътност (5,6 – 6). Показателят му на пречупване (2,15 – 2,25) също е близък до този на диаманта (2,417), блясъкът е елмазен, лом – неравен и затова трудно могат да бъдат различени с просто око.
Името си фианитът е получил през 1970 г., в чест на Физическия институт на Академия на науките на СССР (известен и със съкратеното си име ФИАН), където най-напред е синтезиран. Има си и други названия – джевалит и цирконит. Понякога го наричат „циркон“, но циркон, цирконий и фианит са три различни вещества.
Процесът на кристализация се извършва директно в лаборатории с помощта на специално оборудване. Скоростта на растеж на кристалите е около 8 – 10 мм/ч. Кристалите с висока чистота се отглеждат по метода на насочена кристализация на определен примес при висока температура от около 2300 °С, тъй като при тази температура структурата на ZrO2 се превръща в кубична.
Обикновено неголеми фианити се използват в бижутерията за контраст на прозрачността или за цвят на главната вставка (центъра на композицията).